# If I Should Fall from Grace
If I Should Fall from Grace is de zevende aflevering van het achtste seizoen van de televisieserie ER, die voor het eerst werd uitgezonden op 8 november 2001.

## Verhaal
Dr. Carter krijgt het toezicht over een nieuwe student geneeskunde, Michael Gallant. Ondertussen krijgt hij treurig nieuws over zijn oma, zij heeft een verhoogde kans op een hartinfarct of een beroerte.  Er ontstaat iets romantisch tussen hem en dr. Lewis, en hij vertelt haar over de steekpartij waarbij hij zwaar gewond raakte en zijn drugsverslaving. 
Dr. Benton wordt door Roger aangeklaagd, Roger wil de voogdij over Reese. Hij besluit om een DNA test te doen om zo zekerheid te krijgen of hij de biologische vader is van Reese. 
Nicole krijgt de eerste training voor hulp van de verpleging. Zij wordt uitgenodigd door dr. Kovac om mee te helpen tijdens een trauma, dit tot grote irritatie van Lockhart. 
Dr. Corday wacht niet de resultaten af van het onderzoek door de politie, en gaat zelf op onderzoek uit van wie de dodelijke infectie verspreidt. Zij vindt aanwijzingen die wijst naar haar collega dr. Babcock. 
Dr. Greene wordt door de school van Rachel gebeld met de mededeling dat zij geschorst is door een vechtpartij.
Dr. Lewis behandelt een rechtenstudente die zichzelf snijdt.
De SEH wordt opgeschrikt door een zelfmoordpoging. Een patiënt wilde zichzelf ophangen omdat hij als bewaker van een winkelcentrum verantwoordelijk was aan een ongeval van een skater. 

## Rolverdeling

### Hoofdrollen
- Anthony Edwards - Dr. Mark Greene
- Hallee Hirsh - Rachel Greene
- Noah Wyle - Dr. John Carter
- Frances Sternhagen - Millicent Carter
- Alex Kingston - Dr. Elizabeth Corday
- Paul McCrane - Dr. Robert Romano
- Goran Višnjić - Dr. Luka Kovac
- Sherry Stringfield - Dr. Susan Lewis
- Michael Michele - Dr. Cleo Finch
- Eriq La Salle - Dr. Peter Benton
- Matthew Watkins - Reese Benton
- David Brisbin - Dr. Alexander Babcock
- Iqbal Theba - Dr. Zagerby
- Maura Tierney - verpleegster Abby Lockhart
- Laura Cerón - verpleegster Chuny Marquez
- Yvette Freeman - verpleegster Haleh Adams
- Deezer D - verpleger Malik McGrath
- Bellina Logan - verpleegster Kit
- Dinah Lenney - verpleegster Shirley
- Brian Lester - ambulancemedewerker Brian Dumar
- Khandi Alexander - Jackie Robbins
- Vondie Curtis-Hall - Roger McGrath
- Troy Evans - Frank Martin
- Sharif Atkins - Michael Gallant

### Gastrollen (selectie)
- Bellamy Young - Grace
- Dan Byrd - Russ
- Helen Geller - Mrs. Reynolds
- Jack Wallace - Mr. Reynolds
- Louis Giambalvo - bewaker David Hilliker
- Brent Hinkley - Fred Hopper
- Kelly Wolf - Mrs. Norris
- Joseph Ashton - Jeremy Norris
- Julie Delpy - Nicole
- Eleanor Comegys - zuster Monica